# Hispar (Dorf)
Das Dorf Hispar liegt im Karakorum-Gebirge in der autonomen Region Gilgit-Baltistan in Pakistan. Der Ort Karimabad ist etwa eine Autostunde entfernt.
Hispar liegt unweit des Gletschermauls des nach ihm benannten Hispar-Gletschers und nutzt dessen Wasser als Trinkwasserquelle. Der Yengutz-Har-Gletscher, der bei Hispar in das Tal mündet, liegt unweit oberhalb des Dorfes. Die Felder sind um das Dorf terrassenförmig angelegt und mit Steinmauern abgestützt. Die landwirtschaftlich genutzten Felder können mit dem reichlich vorhandenen Wasser des Hispar bewässert werden.
Das Dorf besteht aus wenigen Häusern. Es führt ein Weg dorthin, der mit Allradfahrzeugen befahrbar ist. Im Jahre 2006 wurde die Brücke unterhalb des Ortes und die Straße durch den Hisparl hinweg gespült. Nachher war der Ort monatelang nicht mit Fahrzeugen erreichbar.
Hispar wird häufig von Trekking-Touristen, die auf den Hispar-Gletscher über den Hispar-Pass nach Askole gehen, aufgesucht.